# Coupe de Belgique de football 2017-2018
Navigation
Édition précédente Édition suivante
La Coupe de Belgique 2017-2018 est la 63e édition de la Coupe de Belgique.

## Remarque préliminaire
À la suite de la réforme intervenue au terme de la saison 2015-2016, la dénomination des divisions a changé. Les deux plus haut niveaux de la hiérarchie, soit les deux divisions professionnelles, sont désormais appelées "D1A" et "D1B".
Afin d'éviter la confusion (avec la série de "D1 Amateur", nouvelle dénomination de la "Division 3") dans les tableaux ci-après, ces deux divisions les plus hautes seront identifiées "I" et "II".

## Fonctionnement - Règlement
La Coupe de Belgique 2017-2018 est jouée par matchs à élimination directe, à l'exception des demi-finales qui se disputent en rencontres aller/retour. Les équipes de Division 1 (Jupiler Pro League) ne commencent l'épreuve qu'à partir des seizièmes de finale.
Au total 312 clubs participent à la 63e édition de l'épreuve.
Pour l'édition 2017-2018, cinq tours préliminaires concernent 296 clubs issus de tous les niveaux inférieurs à la Jupiler Pro League. Au total, ces équipes proviennent des divisions suivantes :
- 160 clubs provinciaux (p-)
- 64 clubs de Division 3 Amateur (D3 Am)
- 48 clubs de Division 2 Amateur (D2 Am)
- 16 clubs de Division 1 Amateur (D1 Am)
- 8 clubs de Proximus League (II)
- 16 clubs de Jupiler Pro League (I)

## Calendrier
Le tirage au sort des premiers tours éliminatoires qu'entament des cercles de Division 3 Amateur et de provinciales a lieu le 19 juin 2017, au siège de l'URSBSFA. C'est au même endroit qu'a lieu le tirage intégral des autres tours.
| Nom                                       | Tirage au sort    | Date aller            | Date retour        | Équipes participantes | Équipes restantes |
| ----------------------------------------- | ----------------- | --------------------- | ------------------ | --------------------- | ----------------- |
| Cinquième tour préliminaire               | 19 juin 2017      | 26 et 27 août 2017    | 26 et 27 août 2017 | 32                    | 32 à 16           |
| Seizièmes de finale                       | 28 août 2017      | 20 septembre 2017     | 20 septembre 2017  | 32 (16+16*)           | 32 à 16           |
| Huitièmes de finale                       | 21 septembre 2017 | 29 novembre 2017      | 29 novembre 2017   | 16                    | 16 à 8            |
| Quarts de finale                          | 30 novembre 2017  | 13 décembre 2017      | 13 décembre 2017   | 8                     | 8 à 4             |
| Demi-finale                               | 14 décembre 2017  | 16 et 17 janvier 2018 | 31 janvier 2018    | 4                     | 4 à 2             |
| Finale                                    | /                 | 17 mars 2018          | 17 mars 2018       | 2                     | 2 à 1             |
| * entrée en lice des clubs de la D1 belge |                   |                       |                    |                       |                   |

## Cinquième tour préliminaire
Ce cinquième tour comporte 16 rencontres entre les qualifiés du 4e tour. Les 16 vainqueurs sont assurés d'affronter un club de première division lors des seizièmes de finale. Ce tour de compétition est initialement programmé le dimanche 27 août 2016, mais des accords entre les clubs concernés peuvent intervenir et certains matchs être avancés au samedi 26 août 2016.
À partir de cette saison, c'est à ce tour que débutent les 8 clubs de Proximus League (II).
Au 5e tour, 16 rencontres opposent 8 clubs de Proximus League (II), 8 de Division 1 Amateur, 12 de Division 2 Amateur et 4 de Division 3 Amateur. Il ne reste plus de cercles provinciaux en lice. 
- L'ordre du tirage au sort initial a été inversé, après accord entre les clubs concernés, pour les rencontres no 265, 268, 270 et 272.

|  | Clubs qualifiés pour les 1/16es de finale |

### Résultats
| Date       | Tour | N°  | Équipe 1                               | Équipe 2                           | Score 90' | Score 120' | T au b |
| 27/08/2017 | T5   | 265 | OH Leuven (II)                         | FC Turnhout (D2-Am)                | 8-0       |            |        |
| 27/08/2017 | T5   | 266 | K. FC Oosterzonen (D1-Am)              | FC Olympia Beerschot-Wilrijk ( II) | 2-3       |            |        |
| 27/08/2017 | T5   | 267 | FC Tilleur (D3-Am)                     | R. Union St.-Gilloise (II)         | 1-4       |            |        |
| 27/08/2017 | T5   | 268 | K. VC Westerlo ( II)                   | K. SC Toekomst Menen ( D3-Am)      | 4-0       |            |        |
| 27/08/2017 | T5   | 269 | K. SV Oudenaarde (D1-Am)               | AFC Tubize (II)                    | 1-1       | 3-3        | 2-4    |
| 27/08/2017 | T5   | 270 | K. SV Roeselare (II)                   | Bilzerse Waltwilder VV ( D3-Am)    | 3-1       |            |        |
| 27/08/2017 | T5   | 271 | K. FC St-Lenaarts ( D2-Am)             | K. Lierse SK (II)                  | 0-2       |            |        |
| 27/08/2017 | T5   | 272 | Cercle Brugge K. SV (II)               | K. SV Temse (D2-Am)                | 3-1       |            |        |
| 27/08/2017 | T5   | 273 | Lommel United ( D1-Am)                 | K. FC Dessel Sport (D1-Am)         | 2-0       |            |        |
| 27/08/2017 | T5   | 274 | K. SC Eendracht Aalst ( D1-Am)         | R. FC de Liège (D2-Am)             | 1-2       |            |        |
| 27/08/2017 | T5   | 275 | Racing White Daring Molenbeek ( D2-Am) | UR La Louvière-Centre (D2-Am)      | 0-0       | 1-1        | 3-4    |
| 27/08/2017 | T5   | 276 | R. Knokke FC ( D1-Am)                  | K. SK Heist (D1-Am)                | 2-5       |            |        |
| 27/08/2017 | T5   | 277 | K. Eendracht Wervik (D3-Am)            | K. Rupel Boom FC (D2-Am)           | 2-3       |            |        |
| 27/08/2017 | T5   | 278 | K. Olympia SC Wijgmaal (D2-Am)         | K. Bocholter VV (D2-Am)            | 0-1       |            |        |
| 27/08/2017 | T5   | 279 | Tempo Overijse (D2-Am)                 | Entente Durbuy ( D2-Am)            | 2-3       |            |        |
| 27/08/2017 | T5   | 280 | AS Verbroedering Geel (D1-Am)          | K. FC Duffel (D2-Am)               | 3-0       |            |        |

- Pas de surprises lors de ce 5e tour, la logique hiérarchique est respectée sauf dans le cas du R. FC de Liège (D2 Amateur) qui prend sa revanche sur Alost (D1 Amateur), lequel l'avait privé de montée trois mois plus tôt.

## Seizièmes de finale
Le tirage au sort est effectué le lundi 28 août 2017 au "Centre Technique National de l'URBSFA" à Tubize. La répartition des 32 clubs est la suivante : 16 clubs de Jupiler Pro League (I), 8 clubs de Proximus League (II), 3 clubs de Division 1 Amateur et 5 clubs de Division 2 Amateur. Ce tour est disputé le mercredi 20 septembre 2017.

### Participants
La répartition géographique des 32 clubs est la suivante :
| Régions         | Total | JPL (I) | PL (II) | D1-Am | D2-Am |
| --------------- | ----- | ------- | ------- | ----- | ----- |
| Bruxelles       | 2     | 1       | 1       | 0     | 0     |
| Région flamande | 22    | 11      | 6       | 3     | 2     |
| Région wallonne | 8     | 4       | 1       | 0     | 3     |
| TOTAUX          | 32    | 16      | 8       | 3     | 5     |

| #  | Provinces                       | Total | JP (I) | PL (II) | D1-Am | D2-Am | Détails Clubs Amateurs                              |
| -- | ------------------------------- | ----- | ------ | ------- | ----- | ----- | --------------------------------------------------- |
| 1  | Province d'Anvers               | 8     | 2      | 3       | 2     | 1     | K. SK Heist (1), AS Verbr. Geel (1), Rupel Boom (2) |
| 2a | Province du Brabant flamand     | 1     | 0      | 1       | 0     | 0     |                                                     |
| 2b | Province du Brabant wallon      | 1     | 0      | 1       | 0     | 0     |                                                     |
| 2c | Bruxelles - ACFF                | 2     | 1      | 1       | 0     | 0     |                                                     |
| 4  | Province de Flandre-Occidentale | 6     | 4      | 2       | x     | 0     |                                                     |
| 5  | Province de Flandre-Orientale   | 3     | 3      | 0       | 0     | 0     |                                                     |
| 6  | Province de Hainaut             | 3     | 2      | 0       | 0     | 1     | UR La Louvière Centre (2)                           |
| 7  | Province de Liège               | 3     | 2      | 0       | 0     | 1     | R. FC de Liège (2)                                  |
| 8  | Province de Limbourg            | 4     | 2      | 0       | 1     | 1     | Lommel United (1), K. Bocholter VV (2)              |
| 9  | Province de Luxembourg          | 1     | 0      | 0       | 0     | 1     | Entente Durbuy (2)                                  |
|    | TOTAUX                          | 32    | 16     | 8       | 3     | 5     |                                                     |

### Résultats
Ce tour est joué, le mercredi 20 septembre 2017, en une seule manche disputée sur le terrain de la première équipe citée. En cas d'accord entre les clubs concernés, l'ordre du tirage au sort peut être inversé. À noter que dans le cas d'une rencontre impliquant un cercle amateur, celui-ci a le privilège de jouer à domicile après accord des autorités locales et si ses installations répondent au minima requis par le règlement de l'épreuve (éclairage minimal existant et un nombre minimal de places assises).
- En vertu du règlement les équipes amateurs sont assurées de jouer à domicile si leurs installations disposent de suffisamment de "LUX" (luminosité) (les rencontres étant susceptibles d'être retransmises en direct à la télévision). C'est ainsi que les rencontres no 2, 7, 9 et 14 ont vu l'ordre initial du tirage être inversé.
- Polémique: Bien que répondant aux critères émis par la fédération, deux clubs amateurs sont contraints de renoncer à l'avantage du terrain expliqué ci-avant : Heist (match no 07) et La Louvière Centre (match no 12) doivent se déplacer. La chaîne de télévision détentrice des droits (RTL) souhaitant retransmettre ces deux rencontres en direct considère en effet que le nombre de "LUX" est insuffisant. Une décision technico-commerciale qui ne plaît pas franchement aux fans des deux "petits" clubs [1].
- Les matchs n° S03, S08 et S13 ont été joués le mardi 19 septembre 2017, alors que le match n°S12 est disputé le jeudi 21 septembre 2017.
- Aucune "surprise" ne se produit, les seize formations de Jupiler League se qualifient pour le tour suivant.

|  | Clubs qualifiés pour le tour suivant |
|  | Tenant du trophée                    |

| N°  | Équipe 1                             | Équipe 2                          | Score 90' | Score 120' | T au b |
| S01 | YR KV Mechelen (I)                   | K. Bocholter VV (D2-Am)           | 3-0       |            |        |
| S02 | R. FC de Liège (D2-Am)               | SV Zulte-Waregem (I)              | 2-3       |            |        |
| S03 | R. Antwerp FC (I)                    | K. Lierse SK (II)                 | 2-0       |            |        |
| S04 | K. SC Lokeren O-Vl. (I)              | FC Olympia Beerschot Wilrijk (II) | 2-0       |            |        |
| S05 | K. VC Westerlo (II)                  | R. SC Anderlecht (I)              | 0-1       |            |        |
| S06 | K. SV Roeselare (II)                 | Club Brugge KV (I)                | 1-5       |            |        |
| S07 | R. Standard de Liège (I)             | K. SK Heist (D1-Am)               | 4-0       |            |        |
| S08 | KV Kortrijk (I)                      | Entente Durbuy (D2-Am)            | 5-3       |            |        |
| S09 | AS Verbroedering Geel (D1-Am)        | K. AA Gent (I)                    | 2-3       |            |        |
| S10 | K. AS Eupen (I)                      | K. Rupel Boom FC (D2-Am)          | 3-2       |            |        |
| S11 | KV Oostende (I)                      | R. Union St-Gilloise (II)         | 3-1       |            |        |
| S12 | R. Sporting du Pays de Charleroi (I) | UR La Louvière Centre (D2-Am)     | 4-0       |            |        |
| S13 | K. St-Truidense VV (I)               | OH Leuven (II)                    | 1-1       | 4-2        |        |
| S14 | Lommel United (D1-Am)                | KV RS Waasland-Beveren SK (I)     | 1-2       |            |        |
| S15 | Cercle Brugge K. SV (II)             | K. RC Genk (I)                    | 0-1       |            |        |
| S16 | Excel Mouscron (I)                   | AFC Tubize (II)                   | 3-1       |            |        |

## Huitièmes de finale
Le tirage au sort de ce tour est effectué le jeudi 21 septembre 2017, peu après la dernière rencontre, sur le plateau de la chaîne de télévision RTL Sport, détentrice des droits de retransmission de l'épreuve en Belgique francophone. Trois affiches retiennent davantage l'attention (n°H5, H7 et surtout H8).
Ce tour est joué, le mercredi 29 novembre 2017, en une seule manche disputée sur le terrain de la première équipe citée. En cas d'accord entre les clubs et/ou les diffuseurs télé, une rencontre peut être avancée au mardi 28 ou reculée au jeudi 30.
Ces huitièmes mettront aux prises les 16 clubs de Jupiler Pro League (D1), aucun club des divisions inférieures n'y ayant accédé : c'est une première dans l'histoire de l'épreuve. Toutes les équipes de D1 sont effectivement parvenues à se qualifier au tour précédent. 

### Participants

#### par Régions
La répartition géographique des 16 clubs est la suivante :
| Régions         | Total | JP (I) |
| --------------- | ----- | ------ |
| Bruxelles       | 1     | 1      |
| Région flamande | 11    | 11     |
| Région wallonne | 4     | 4      |
| TOTAUX          | 16    | 16     |

#### par Provinces
| #  | Provinces                       | Total | JP (I) |
| -- | ------------------------------- | ----- | ------ |
| 1  | Province d'Anvers               | 2     | 2      |
| 2c | Bruxelles - ACFF                | 1     | 1      |
| 3  | Province de Flandre-Occidentale | 4     | 4      |
| 4  | Province de Flandre-Orientale   | 3     | 3      |
| 5  | Province de Hainaut             | 2     | 2      |
| 6  | Province de Liège               | 2     | 2      |
| 7  | Province de Limbourg            | 2     | 2      |
|    | TOTAUX                          | 16    | 16     |

### Résultats
- Les rencontres "H6" et "H7" sont jouées le mardi 28 novembre 2017 alors que la partie "H5" est disputée le jeudi 30 entre le Club Brugeois et Zulte-Waregem, qui se sont affrontés en championnat le dimanche précédent (victoire brugeoise 3-2).
- La rencontre entre Anderlecht et le Standard n'atteint pas des sommets de technicité mais est très intense. À "0-1", les Liégeois manquent la conversion d'un coup de réparation. La seconde période est marquée par deux incidents. D'abord des supporters mauves se distinguent en lançant des gobelets de bières en direction de joueurs adverses et contraignent l'arbitre, M. Wouters à renvoyer brièvement les deux équipes aux vestiaires. Peu après, c'est l'entraîneur des "Rouches" qui est visé par une boisson. Ricardo Sa Pinto en fait des tonnes en se laissant tomber au sol dans la surface de jeu. Après un nouvel arrêt de la partie, le coach des Liégeois est expulsé de sa zone technique.
- Lors de la rencontre "Malines-Genk", le score est acquis dès la 7e minute mais se termine par une séance de tirs au but. Les deux formations ont été réduites à 10 joueurs avant le repos.

|  | Clubs qualifiés pour le tour suivant |
|  | Tenant du trophée                    |

| N° | Équipe 1                      | Équipe 2                             | Score 90' | Score 120' | T au b |
| H1 | K. AA Gent (I)                | K. SC Lokeren O-Vl. (I)              | 2-1       |            |        |
| H2 | KV Kortrijk (I)               | R. Antwerp FC (I)                    | 4-2       |            |        |
| H3 | K. RS Waasland-Beveren SK (I) | K. AS Eupen (I)                      | 2-0       |            |        |
| H4 | YR KV Mechelen (I)            | K. RC Genk (I)                       | 1-1       | 1-1        | 4-5    |
| H5 | SV Zulte-Waregem (I)          | Club Brugge KV (I)                   | 2-2       | 2-3        |        |
| H6 | KV Oostende (I)               | K. St-Truidense VV (I)               | 2-0       |            |        |
| H7 | R. Excel Mouscron (I)         | R. Sporting du Pays de Charleroi (I) | 0-1       |            |        |
| H8 | R. SC Anderlecht (I)          | R. Standard de Liège (I)             | 0-1       |            |        |

## Quarts de finale
Le tirage au sort est effectué le jeudi 30 novembre 2017 à l'issue du dernier huitième de finale. Les rencontres sont prévues le mardi 12 décembre 2017 et le mercredi 13 décembre 2017. Ces quarts de finale se jouent en une seule manche. 
- Au moment du tirage mais également le jour où le match devait avoir lieu, la rencontre "Q4, Club Bruges-Sporting Charleroi" proposait une affiche entre les deux premiers classés de la Jupiler League ! En raison de l'état de la pelouse brugeoise, la rencontre est cependant reportée au 16 janvier 2018.
- Les matchs n° Q1 et Q3 sont joués le mardi 12 décembre 2017.

### Participants

#### par Région
La répartition géographique des 8 clubs est la suivante :
| Régions         | Total | JP (I) |
| --------------- | ----- | ------ |
| Région flamande | 6     | 6      |
| Région wallonne | 2     | 2      |
| TOTAUX          | 8     | 8      |

#### par Province
La Province d'Anvers et la Région de Bruxelles-Capitale ne sont plus représentées.
| # | Provinces                       | Total | JP (I) |
| - | ------------------------------- | ----- | ------ |
| 3 | Province de Flandre-Occidentale | 3     | 3      |
| 4 | Province de Flandre-Orientale   | 2     | 1      |
| 5 | Province de Hainaut             | 1     | 1      |
| 6 | Province de Liège               | 1     | 1      |
| 7 | Province de Limbourg            | 1     | 1      |
|   | TOTAUX                          | 8     | 8      |

### Résultats
|  | Clubs qualifiés pour le tour suivant |

| N° | Équipe 1           | Équipe 2                             | Score 90' | Score 120' | T au b |
| Q1 | KV Oostende (I)    | R. Standard de Liège (I)             | 2-3       |            |        |
| Q2 | K. RC Genk (I)     | K. RS Waasland Beveren SK (I)        | 3-3       | 3-3        | 4-2    |
| Q3 | KV Kortrijk (I)    | K. AA Gent (I)                       | 4-1       |            |        |
| Q4 | Club Brugge KV (I) | R. Sporting du Pays de Charleroi (I) | 5-1       |            |        |

## Demi-finales
Le tirage au sort des demi-finales est effectué le jeudi 14 décembre 2017 à 17h00 au siège de l'URBSFA.

### Résultats
| 30 janvier 2018 | KV Kortrijk                            | 3 - 2   | K. RC Genk                    |                        |                        |
| 20 h 45         | Ajagun 24e · Azouni 36e · Rougeaux 88e | (2 - 2) | 18e Ingvartsen · 45+2e Buffel | Stade des Éperons d'or | Stade des Éperons d'or |
| 20 h 45         | Rapport                                |         |                               | Stade des Éperons d'or | Stade des Éperons d'or |

| 31 janvier 2018 | R. Standard de Liège                    | 4 - 1   | Club Brugge KV |                   |                   |
| 20 h 45         | Emond 19e 25e 57e · Edmilson Junior 58e | (2 - 0) | 84e Mitrović   | Stade de Sclessin | Stade de Sclessin |
| 20 h 45         | Rapport                                 |         |                | Stade de Sclessin | Stade de Sclessin |

| 6 février 2018 | K. RC Genk | 1 - 0   | KV Kortrijk |               |               |
| 20 h 45        | Seck 15e   | (1 - 0) |             | Luminus Arena | Luminus Arena |
| 20 h 45        | Rapport    |         |             | Luminus Arena | Luminus Arena |

| 8 février 2018 | Club Brugge KV                       | 3 - 2   | R. Standard de Liège |                   |                   |
| 20 h 45        | Vanaken 42e · Diaby 63e · Clasie 76e | (1 - 1) | 5e Sá · 72e Emond    | Stade Jan-Breydel | Stade Jan-Breydel |
| 20 h 45        | Rapport                              |         |                      | Stade Jan-Breydel | Stade Jan-Breydel |

## Finale
Le match se joue le 17 mars 2018, au Stade Roi Baudouin de Bruxelles.
| KRC Genk |

| Standard Liège |

| KRC Genk |

| Standard Liège |

| KRC Genk :       |    |                    |           |
|                  |    |                    |           |
| Gardien de but   | 1  | Danny Vuković      |           |
|                  | 27 | Clinton Mata       | 82e       |
|                  | 45 | Joseph Aidoo       |           |
|                  | 15 | Omar Colley        |           |
|                  | 3  | Bojan Nastić       | 120+1e    |
|                  | 17 | Ibrahima Seck      |           |
|                  | 18 | Ruslan Malinovskyi | 110e      |
|                  | 24 | Alejandro Pozuelo  |           |
|                  | 19 | Thomas Buffel      | 109e      |
|                  | 7  | Nikólaos Karélis   | 74e       |
|                  | 77 | Dieumerci Ndongala | 62e 65e   |
| Remplaçants :    |    |                    |           |
|                  | 4  | Dries Wouters      | 110e      |
|                  | 6  | Sébastien Dewaest  |           |
|                  | 10 | Mbwana Samatta     | 74e 90+1e |
|                  | 14 | Leandro Trossard   | 65e       |
|                  | 22 | Siebe Schrijvers   |           |
| Gardien de but   | 30 | Nordin Jackers     |           |
|                  | 31 | Joakim Mæhle       |           |
| Entraîneur :     |    |                    |           |
| Philippe Clement |    |                    |           |

| Standard Liège : |    |                      |               |
|                  |    |                      |               |
| Gardien de but   | 1  | Jean-François Gillet |               |
|                  | 29 | Luis Pedro Cavanda   |               |
|                  | 26 | Christian Luyindama  | 111e          |
|                  | 24 | Geórgios Koutroubís  |               |
|                  | 21 | Collins Fai          | 82e           |
|                  | 6  | Gojko Cimirot        |               |
|                  | 18 | Răzvan Marin         | 103e          |
|                  | 22 | Edmilson Junior      | 97e           |
|                  | 10 | Mehdi Carcela        | 105+1e 105+1e |
|                  | 40 | Paul-José Mpoku      | 67e           |
|                  | 9  | Renaud Emond         | 120+2e        |
| Remplaçants :    |    |                      |               |
|                  | 2  | Réginal Goreux       |               |
|                  | 7  | Duje Čop             | 97e           |
| Gardien de but   | 8  | Guillermo Ochoa      |               |
|                  | 15 | Sébastien Pocognoli  | 120+2e        |
|                  | 19 | Moussa Djenepo       | 105+1e 116e   |
|                  | 25 | Carlinhos            |               |
|                  | 30 | Lindon Selahi        |               |
| Entraîneur :     |    |                      |               |
| Ricardo Sá Pinto |    |                      |               |

## Nombre d'équipes par division
| Division   | Quatrième tour préliminaire | +  | Cinquième tour préliminaire | +   | Seizièmes de finale | Huitièmes de finale | Quarts de finale | Demi-finales | Finale |
| ---------- | --------------------------- | -- | --------------------------- | --- | ------------------- | ------------------- | ---------------- | ------------ | ------ |
| I          |                             |    |                             | +16 | 16                  | 16                  | 8                | 4            | 2      |
| II         | N/A                         | +8 | 8                           |     | 8                   | x                   | x                | x            | x      |
| D1 Am      | x                           |    | x                           |     | 3                   | x                   | x                | x            | x      |
| D2 Am      | x                           |    | x                           |     | 5                   | x                   | x                | x            | x      |
| D3 Am      | x                           |    | x                           |     | x                   | x                   | x                | x            | x      |
| Provincial | x                           |    | x                           |     | x                   | x                   | x                | x            | x      |
| Total      | 64                          | +8 | 32                          | +16 | 32                  | 16                  | 8                | 4            | 2      |